# Сон Хе Рим
Сон Хе Рим (кор. 성혜림; 24 января 1937, Японская Корея — 18 мая 2002, Москва) — северокорейская актриса

, первая жена лидера КНДР Ким Чен Ира (1970—1974).
Отец Ким Чен Ира — Ким Ир Сен — не одобрял этого брака, поэтому Ким Чен Ир скрывал этот союз, а рождённый в браке сын Ким Чен Нам (1971—2017) проживал у сестры матери. После повторной женитьбы Ким Чен Ира на Ким Ён Сук, Сон Хе Рим покинула КНДР и, по некоторым данным, проживала в Москве в доме для дипломатов (по адресу улица Вавилова, 85) с конца 1970-х до самой смерти в 2002 году от рака груди в одной из московских клиник. Власти КНДР намеревались вернуть тело на родину, но после отказались, и Сон Хе Рим была похоронена на Троекуровском кладбище в Москве под именем О Сун Хве, чтобы не привлекать внимания к факту захоронения супруги лидера КНДР за границей. В 2005 году сын Ким Чен Нам установил на могиле памятник, на котором указал настоящее имя.